# Marcin Twardowski
Marcin Twardowski (zm. po 1772 r.) – polski stolarz i rzeźbiarz ornamentalny, przedstawiciel szkoły lwowskiej, znany jako "snycerz mikuliniecki".

## Prace
- wystrój stolarski i snycerski kościoła zamkowego w Podhorcach: krucyfiks, kapitele pilastrów, tabernakulum, ławki, ramy obrazów, świeczniki, balkon obiegający wnętrze, konfesjonały[4], ambona z ornamentem rocaille[5] w latach 1761–1765[6]
- tabernakulum i konfesjonały dla cerkwi Podwyższenia Krzyża Świętego przy klasztorze Bazylianów w Buczaczu w latach 1771–1772[3].

Zdaniem Zbigniewa Hornunga Marcin Twardowski wykonał rzeźby ołtarzowe w kościele p.w. Św. Trójcy w Mikulińcach; autor ten nazywa rzeźby "nieudolnymi". Jan K. Ostrowski uważa, iż brak materiału porównawczego nie pozwala weryfikować atrybucji Hornunga, choć ta hipoteza jest bardzo prawdopodobna. Również ten autor twierdzi, że rzeźby ołtarzowe w kościele reprezentują przeciętny poziom artystyczny.